# Bob ai IV Giochi olimpici invernali - Bob a quattro maschile

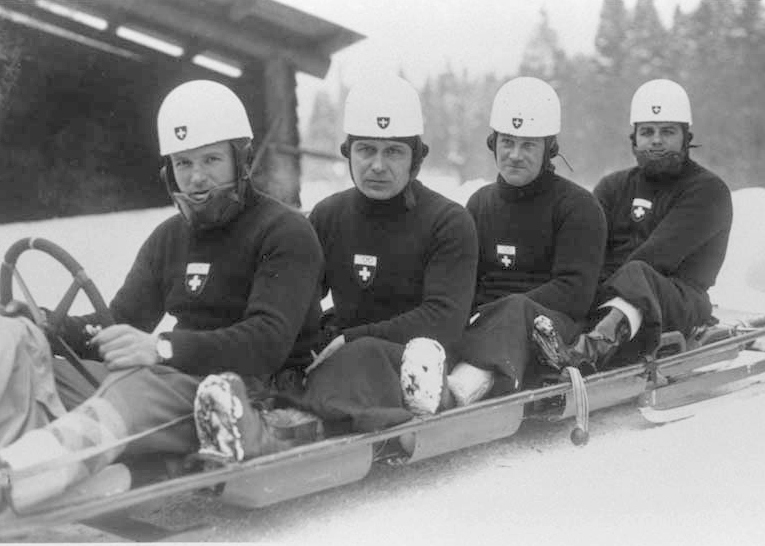
Il quartetto svizzero vincitore della medaglia d'oro, da sinistra: Pierre Musy, Charles Bouvier, Joseph Beerli e Arnold Gartmann

La gara di bob a quattro maschile ai IV Giochi olimpici invernali si è disputata tra il 11 e il 12 febbraio a Garmisch-Partenkirchen.

## Atleti iscritti
| America (8)                                     | America (8)                               | America (8)                                    |
| ----------------------------------------------- | ----------------------------------------- | ---------------------------------------------- |
| - Stati Uniti (8)                               |                                           |                                                |
| Europa (68)                                     |                                           |                                                |
| - Austria (8) - Belgio (8) - Cecoslovacchia (8) | - Francia (8) - Germania (8) - Italia (8) | - Regno Unito (4) - Romania (8) - Svizzera (8) |

## Risultati
| Pos. | Nazione           | Atleti                                                                           | Manche1 | Manche2 | Manche3 | Manche4 | Totale  | Distacco |
| ---- | ----------------- | -------------------------------------------------------------------------------- | ------- | ------- | ------- | ------- | ------- | -------- |
|      | Svizzera II       | Pierre Musy Arnold Gartmann Charles Bouvier Joseph Beerli                        | 1:22.45 | 1:18.78 | 1:19.60 | 1:19.02 | 5:19.85 |          |
|      | Svizzera I        | Reto Capadrutt Hans Aichele Fritz Feierabend Hans Bütikofer                      | 1:23.49 | 1:19.88 | 1:20.75 | 1:18.61 | 5:22.73 | +2.88    |
|      | Gran Bretagna I   | James Cardno Frederick McEvoy Guy Dugdale Charles Green                          | 1:23.38 | 1:20.18 | 1:20.74 | 1:19.11 | 5:23.41 | +3.56    |
| 4    | Stati Uniti I     | Hubert Stevens Crawford Merkel Robert Martin John Shene                          | 1:25.61 | 1:19.17 | 1:20.51 | 1:18.54 | 5:24.13 | +4.28    |
| 5    | Belgio II         | Max Houben Martial Van Schelle Louis De Ridder Paul Graeffe                      | 1:22.22 | 1:23.52 | 1:22.50 | 1:20.68 | 5:28.92 | +9.07    |
| 6    | Stati Uniti II    | Francis Tyler James Bickford Richard Lawrence Max Bly                            | 1:25.61 | 1:23.85 | 1:20.22 | 1:19.32 | 5:29.00 | +9.15    |
| 7    | Germania I        | Hanns Kilian Sebastian Huber Fritz Schwarz Hermann von Valta                     | 1:20.73 | 1:23.05 | 1:24.09 | 1:21.20 | 5:29.07 | +9.22    |
| 8    | Belgio I          | Rene Baron Lunden Eric Vicomte De Spoelberch Philippe De Pret Roose Gaston Braun | 1:25.77 | 1:21.81 | 1:21.67 | 1:20.57 | 5:29.82 | +9.97    |
| 9    | Francia I         | Jean de Suarez d'Aulan Jacques Bridou Jean Dauven Louis Balsan                   | 1:22.75 | 1:22.18 | 1:23.11 | 1:22.32 | 5:30.36 | +10.51   |
| 10   | Italia I          | Antonio Brivio Carlo Solveni Emilio Dell'Oro Raffaele Manardi                    | 1:26.96 | 1:22.46 | 1:20.98 | 1:20.67 | 5:31.07 | +11.22   |
| 11   | Austria I         | Franz Lorenz Richard Lorenz Franz Wohlgemuth Rudolf Höll                         | 1:27.38 | 1:26.84 | 1:26.17 | 1:24.74 | 5:45.13 | +25.28   |
| 12   | Cecoslovacchia II | Gustav Leubner Walter Heinzl Bedrich Posselt Wilhelm Blechschmidt                | 1:26.68 | 1:25.60 | 1:28.13 | 1:25.11 | 5:45.52 | +25.67   |
| 13   | Austria II        | Viktor Wigelbeyer Franz Bednar Robert Bednar Johann Baptist Gudenus              | 1:30.70 | 1:29.62 | 1:30.95 | 1:26.64 | 5:57.91 | +38.06   |
|      | Romania II        | Alexandru Budişteanu Costel Rădulescu Alexandru Ionescu Aurel Mărăcescu          | 1:31.81 | 1:28.37 | 1:25.21 | DNF     |         |          |
|      | Italia II         | Francesco De Zanna Ernesto Franceschi Uberto Gillarduzzi Amedeo Angeli           | 1:23.02 | DNF     |         |         |         |          |
|      | Cecoslovacchia I  | Josef Lanzendörfer Karel Růžička Ewald Menzl Robert Zintel                       | DNF     |         |         |         |         |          |
|      | Francia II        | René Charlet Étienne Payot Albert Mugnier Amédée Ronzel                          | DNF     |         |         |         |         |          |
|      | Germania II       | Walter Trott Fritz Vonhof Wolfgang Kummer Rudolf Werlich                         | DNF     |         |         |         |         |          |
|      | Romania I         | Emil Angelescu Dumitru Gheorghiu Teodor Popescu Alexandru Tautu                  | DNF     |         |         |         |         |          |